# Вільненська сільська рада (Синельниківський район)
| Вільненська сільська рада — колишній орган місцевого самоврядування у Синельниківському районі Дніпропетровської області з адміністративним центром у с. Вільне. Сільській раді були підпорядковані населені пункти: - с. Вільне - с. Новоолексіївка |

## Склад ради
Рада складалася з 14 депутатів та голови.

## Керівний склад сільської ради
| ПІБ                            | Основні відомості                                                                     | Дата обрання | Дата звільнення |
| ------------------------------ | ------------------------------------------------------------------------------------- | ------------ | --------------- |
| Бірченко Євгеній Миколайович   | Сільський голова, 1967 року народження, освіта, безпартійний                          | 26.03.2006   | 01.10.2008      |
| Поляков Анатолій Володимирович | Сільський голова, 1972 року народження, освіта, член партії Єдиний Центр              | 15.03.2009   | 31.10.2010      |
| Поляков Анатолій Іванович      | Сільський голова, 1972 року народження, освіта незакінчена вища, член Партії регіонів | 31.10.2010   |                 |

Примітка: таблиця складена за даними джерела